# Dury (Aisne)
Dury település Franciaországban, Aisne megyében. Lakosainak száma 194 fő (2022. január 1.). Dury Aubigny-aux-Kaisnes, Bray-Saint-Christophe, Ollezy, Pithon, Saint-Simon, Sommette-Eaucourt és Tugny-et-Pont községekkel határos.

## Népesség
A település népességének változása:
| Lakosok száma | 219  | 203  | 181  | 177  | 198  | 227  | 222  | 207  | 199  | 194  |
|               | 1968 | 1982 | 1990 | 2006 | 2011 | 2016 | 2017 | 2019 | 2020 | 2022 |